# Nunatsiavut
Nunatsiavut (en silabario inuktitut, ᓄᓇᑦᓯᐊᕗᑦ) es un área reclamada por los inuit en Canadá (diferente del territorio Nunavut). Se encuentra entre Labrador y Quebec. En el 2002 se propuso una autonomía limitada por el gobierno de Terranova y Labrador.
En inuttitut/inuktitut, Nunatsiavut significa "nuestra hermosa tierra". Este nombre fue ratificado por la Constitución de Labrador Inuit y aprobado por la Asociación Labrador Inuit en 2002. Un objetivo principal de la autonomía es la preservación de la cultura y el idioma inuit, así como el medio ambiente a través de la gestión ambiental.